# Lavrivka, Dolînska
Lavrivka (în ucraineană Лаврівка) este o comună în raionul Dolînska, regiunea Kirovohrad, Ucraina, formată numai din satul de reședință.

## Demografie
Componența lingvistică a comunei Lavrivka
     Ucraineană (98,52%)
     Alte limbi (1,48%)
Conform recensământului din 2001, majoritatea populației comunei Lavrivka era vorbitoare de ucraineană (98,52%), existând în minoritate și vorbitori de alte limbi.